# Futbol'nyj Klub Dynamo Kyïv 2012-2013
Questa voce raccoglie le informazioni riguardanti il Futbol'nyj Klub Dynamo Kyïv, meglio conosciuta come Dinamo Kiev, nelle competizioni ufficiali della stagione 2012-2013.

## Maglie e sponsor
|  | Casa |  | Trasferta |

## Rosa
| N. |                       | Ruolo | Calciatore            |
| -- | --------------------- | ----- | --------------------- |
| 1  | Ucraina (bandiera)    | P     | Oleksandr Šovkovs'kyj |
| 2  | Brasile (bandiera)    | D     | Danilo Silva          |
| 3  | Ucraina (bandiera)    | D     | Jevhen Selin          |
| 4  | Portogallo (bandiera) | C     | Miguel Veloso         |
| 8  | Ucraina (bandiera)    | A     | Oleksandr Alijev      |
| 9  | Ucraina (bandiera)    | A     | Roman Bezus           |
| 10 | Ucraina (bandiera)    | A     | Andrij Jarmolenko     |
| 11 | Nigeria (bandiera)    | A     | Brown Ideye           |
| 13 | Svizzera (bandiera)   | C     | Admir Mehmedi         |
| 15 | Argentina (bandiera)  | A     | Marco Ruben           |
| 16 | Ucraina (bandiera)    | C     | Serhiy Sydorchuk      |
| 17 | Ucraina (bandiera)    | D     | Taras Mychalyk        |
| 19 | Ucraina (bandiera)    | C     | Denys Harmash         |
| 20 | Ucraina (bandiera)    | C     | Oleh Husjev           |

| N. |                    | Ruolo | Calciatore           |
| -- | ------------------ | ----- | -------------------- |
| 21 | Croazia (bandiera) | C     | Niko Kranjčar        |
| 22 | Ucraina (bandiera) | A     | Artem Kravets        |
| 24 | Croazia (bandiera) | D     | Domagoj Vida         |
| 25 | Nigeria (bandiera) | C     | Lukman Haruna        |
| 26 | Ucraina (bandiera) | D     | Serhij Ljulka        |
| 33 | Nigeria (bandiera) | D     | Taye Taiwo           |
| 34 | Ucraina (bandiera) | D     | Yevhen Khacheridi    |
| 35 | Ucraina (bandiera) | P     | Maksym Koval         |
| 70 | Spagna (bandiera)  | A     | Lucas Pérez Martínez |
| 71 | Ucraina (bandiera) | P     | Denys Bojko          |
| 77 | Ucraina (bandiera) | C     | Andrij Curikov       |
| 99 | Brasile (bandiera) | A     | Dudu                 |
|    | Ucraina (bandiera) | A     | Arcëm Mileŭski       |

## Statistiche

### Statistiche di squadra
| Competizione     | Punti | Totale | Totale | Totale | Totale | Totale | Totale | DR  |
| Competizione     | Punti | G      | V      | N      | P      | Gf     | Gs     | DR  |
| ---------------- | ----- | ------ | ------ | ------ | ------ | ------ | ------ | --- |
| Prem"jer-lіha    | 62    | 30     | 20     | 2      | 8      | 55     | 23     | +32 |
| Coppa d'Ucraina  | -     | 1      | 0      | 0      | 1      | 1      | 4      | -3  |
| Champions League | 5     | 10     | 4      | 2      | 4      | 13     | 14     | -1  |
| Europa League    | -     | 2      | 0      | 1      | 1      | 1      | 2      | -1  |
| Totale           | 67    | 43     | 24     | 5      | 10     | 70     | 43     | +27 |